# 近江鉄道グループ
近江鉄道グループ（おうみてつどうグループ）は、近江鉄道、親会社2社、子会社16社、及びその他の関係会社1社で構成される企業グループ。西武グループ（西武鉄道グループ）の一部を成す。

## 運輸事業

### 鉄道事業
- 近江鉄道株式会社（滋賀県彦根市）
- 西武鉄道株式会社（東京都豊島区）親会社

### バス事業
- 近江鉄道株式会社（滋賀県彦根市）
- 湖国バス株式会社（滋賀県彦根市）

### タクシー事業
- 近江タクシー株式会社（滋賀県彦根市）

タクシー営業所
- 近江タクシー株式会社 彦根営業所（滋賀県彦根市）　タクシー事業の本社と営業所は住所が異なる。
- 近江タクシー株式会社 長浜営業所（滋賀県長浜市）

- 近江タクシー株式会社 湖東営業所（滋賀県近江八幡市）
- 近江タクシー株式会社 守山営業所（滋賀県守山市）

過去には草津市と大津市、甲賀市、高島市にもタクシー営業所を設けていたが、ともに閉業している。

なお、下記の2社は2008年（平成20年）10月に近江鉄道株式会社と合併したため、現存しない。
- 大阪近江鉄道タクシー株式会社（大阪府大阪市）
- 新近江鉄道タクシー株式会社（大阪府大阪市）

### 船舶事業
- 株式会社オーミマリン（滋賀県彦根市）

### 不動産賃貸業（運輸業施設の賃貸）
- 近江鉄道株式会社（滋賀県彦根市）
- 近江タクシーサービス株式会社（滋賀県彦根市）

## レジャー・サービス事業

### 旅行業
- 近江鉄道株式会社（滋賀県彦根市）
- 近江トラベル株式会社（滋賀県彦根市）

### 索道事業（スキー場施設他）
- 近江鉄道株式会社（滋賀県彦根市）
- 近江鉄道観光株式会社（滋賀県彦根市）

### ホテル業
- 近江鉄道株式会社（滋賀県彦根市）
- 近江鉄道観光株式会社（滋賀県彦根市）

### 娯楽・スポーツ業
- 近江鉄道株式会社（滋賀県彦根市）
- 近江鉄道観光株式会社（滋賀県彦根市）

### 一般飲食店業
- 近江鉄道株式会社（滋賀県彦根市）
- 近江鉄道観光株式会社（滋賀県彦根市）

### 不動産賃貸業（一般飲食店の賃貸）
- 近江鉄道株式会社（滋賀県彦根市）
- 土山ハイウェイサービス株式会社（滋賀県甲賀市）

## 不動産事業

### 不動産販売業
- 近江鉄道株式会社（滋賀県彦根市）

### 不動産賃貸業
- 近江鉄道株式会社（滋賀県彦根市）

## その他の事業

### 自動車運転教習業
- 株式会社真野自動車教習所（滋賀県大津市）

### 特定建設業・宅地造成
- 西武建設株式会社（東京都豊島区）